# 循道衞理教會村
循道衞理教會村是由香港循道公會和香港衛理公會於1950-60年代在香港興建的四個平房區，安置寮屋居民、漁民及難民，並提供醫療、教育和社區服務。四條教會村已於1970-80年代陸續清拆。

## 衛斯理村（大坑）

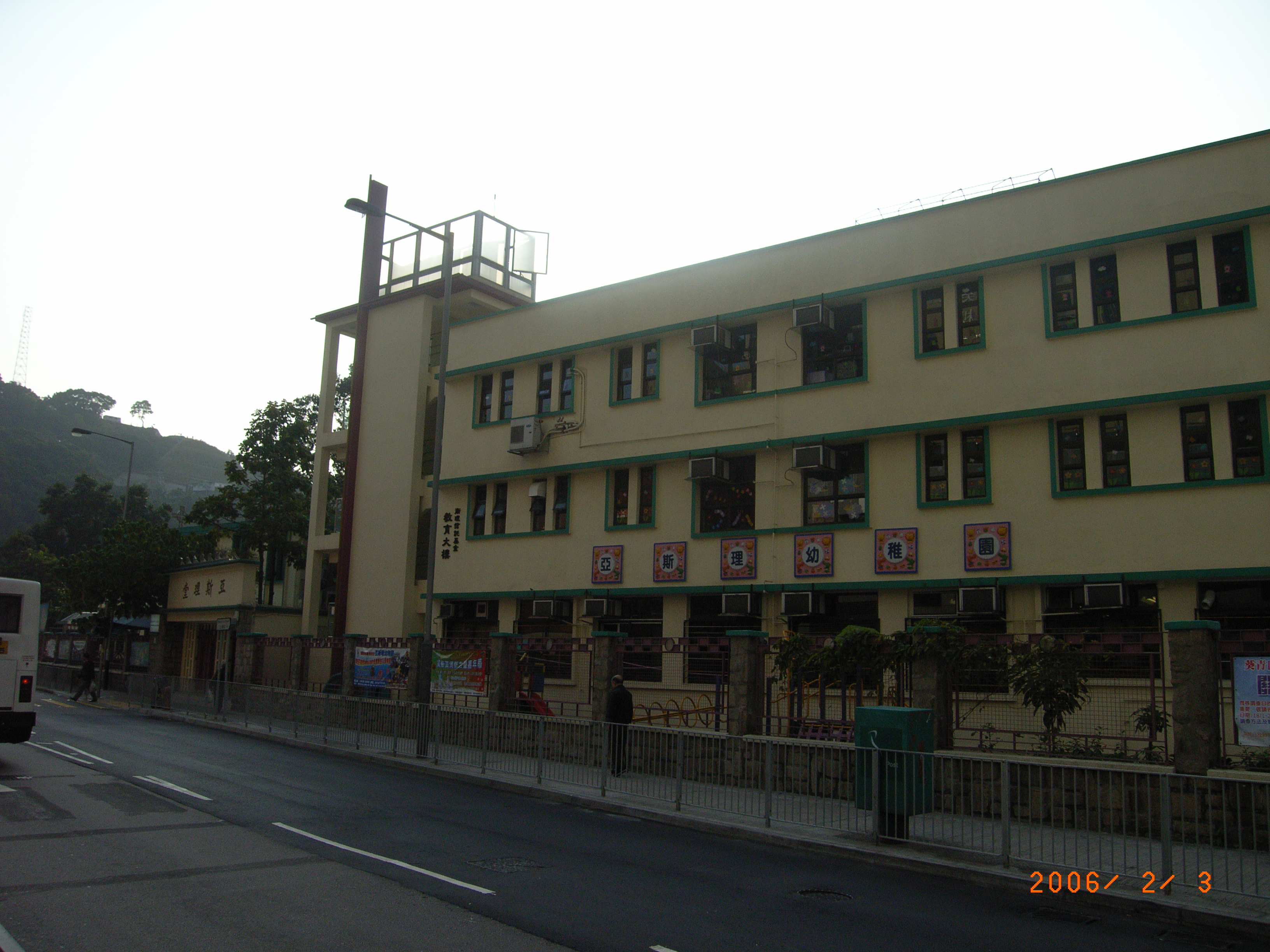
亞斯理堂2006

## 亞斯理村（大窩口）
英文名稱Ausbury Village，又稱Tai Wo Hau Cottage Area。由衞理公會於1959年興建，座落於荃灣的大窩口，共有115間三合土平房，安置荃灣海邊的木屋居民。平房區被大窩口道分割成兩部份。大部份平房（89間）位於今日大窩口道以南、亞斯理堂東南面山坡上，分成六個台階，2至6間平房一排。小部份平房位於大窩口道以西，今日全完第二小學西面山坡，俯覧重建前的大窩口邨第10及11座，4至9間平房一排。
1960年亞斯理堂社區中心成立，興辦各種社會福利服務、醫療、教育及宗教工作，回應村民各方面的需要。包括夜間自修班、打字班、兒童節晚會、兒童健康比賽、新春荃灣社區攤位遊藝比賽、京劇晚會、少年夏令會、鋼琴班、英語學會、電影放送、圖書室、羽毛球比賽和攝影班等，成為當時大窩口區內設備最完善的社區活動場所。 
1979年，因危險斜坡關係，有部份位於亞斯理堂東南面山坡上、較高地段平房(26-27, 65-84號)被清拆。1989 年9月亞斯理村剩下的平房清拆，亞斯理堂社區中心則保留。

## 愛華村（柴灣）
愛華村（Epworth Village）的命名是為記念循道會創立人衞斯理約翰在英國童年的居所（林肯郡愛華村的牧師樓Epworth）。愛華村位於今日興民邨位置，依山而建，坐西向東，背靠大潭道，面向柴灣道。1960年陸續建成，共有372間平房石屋，分成多幢4-12間一排的排屋。平房中100間由紐西蘭海外救濟理事會捐贈港幣16萬建成。1961年初開始有居民陸續遷入。平房分四個階段落成。平房按面積分為半單位、一單位和個半單位三類。入伙時租金分別為五元、十元和十五元。
愛華村設有一所服務中心，包括禮堂、幼稚園課室、教會及社會工作人員辦公室等。愛華村合共安置了2500多人，規模遠比衞斯理村及亞斯理村為大。1977年愛華村清拆，建成現在的興民邨，但1960年代興建的服務中心建築物仍然保留到現在。

## 愛德村（大埔）
1969年，衞理公會在美國浦氏救濟基金委員會（Plummer Relief Fund）的支持下，在大埔興建了第四條平房新村，以安置元洲仔漁民。4月28日落成入伙，命名為「愛德村」（St Andrew’s by the Sea Village，當時亦稱聖安得路村），因為使徒安德烈亦是漁民出身。
該村位於大埔下坑，今日船灣堆填區以北山坡，緊貼汀角路。共154個單位，兩層式平房石屋，每單位200平方呎，設有廚房、露台及水電設備。以當時創新的預製件裝嵌方式建成，耗資逾一百萬港元。
村內設有幼稚園和診所，服務村民，由教友擔任醫生及教師。與其他三條新村不同之處是教會不再直接管理村務，而是藉着「改善生活合作社」的成立，幫助村民自治，類似「信義新村」及「美經援村」的制度。浦氏基金委員會於1972年正式解散，但翌年得到政府的批准，衞理公會將愛德村的房屋移交合作社，實踐自治。隨着大埔區的發展，愛德村於1990年清拆。